# Walter Hollmann
Walter Hollmann (27. prosince 1915 – 5. září 1967) byl československý sjezdař.

## Lyžařská kariéra
Na IV. ZOH v Garmisch-Partenkirchen 1936 skončil v alpském lyžování v kombinaci na 16. místě.